# Vera Sjöberg
Vera Sjöberg, född 19 maj 2001, är en svensk friidrottare. Hon tävlar i medel- och långdistanslöpning för friidrottsklubben Täby IS.

## Karriär
Vera Sjöberg har tagit flera guld på ungdoms- och juniornivån, såväl inomhus som utomhus. Vid amerikansk collegemästerskapen i juni 2025 kom Sjöberg, tävlandes för Boston University, på en andra plats på 5 000 meter. Hennes personliga rekord på 1 500 och 5 000 meter satta i juni 2025 och maj 2025 placerar henne på sjätte plats på svenska damsidan genom tiderna.